# 뎁트 콜렉터 2
《뎁트 콜렉터 2》(영어: The Debt Collector 2)는 2020년 공개된 미국의 액션 영화이다.

## 출연진

### 주연
- 스콧 앳킨스 : 프렌치 역
- 루이스 맨다이어 : 수 역

### 조연
- 블라디미르 커리치 : 토미 역
- 메이링 응 : 브릿 역
- 데미트라 실리 : 젊은 맬 리스 역